# Universitatea Constantin Brâncuși din Târgu Jiu
Universitatea „Constantin Brâncuși” din Târgu-Jiu este o instituție de învățământ superior de interes public, de stat, acreditată, cu personalitate juridică și caracter nonprofit, înființată în conformitate cu prevederile legale, conform Hotărârii Guvernului României nr. 288/01.06.1992, și funcționează pe baza principiilor autonomiei universitare și libertății academice, în coordonarea Ministerului Educației Naționale – autoritate centrală de specialitate. Universitatea „Constantin Brâncuși” din Târgu-Jiu este o universitate preocupată, mai ales, să ofere tinerilor, șansa de a alege programe de studii variate, în concordanță cu cerințele pieței forței de muncă superior calificată.

## Istoric
Încă de la înființarea universității, oferta educațională a cunoscut o diversificare accentuată, pentru a răspunde nevoilor de instruire ale tinerilor, precum și cerințelor identificate în vederea inserției profesionale a absolvenților. Astfel, Universitatea „Constantin Brâncuși” numără astăzi 23 programe de studii pentru ciclul de studii universitare de licență și 21 programe de master universitar. Eforturile semnificative depuse pentru diversificarea ofertei educaționale au fost coroborate cu cele pentru dezvoltarea bazei materiale, a infrastructurii instituționale și a resursei umane, în vederea asigurării unor condiții competitive și calitative, raportate la exigența standardelor europene.

## Facultăți
- Facultatea de Inginerie și Dezvoltare Durabilă
- Facultatea de Științe ale Educației și Management Public
- Facultatea de Științe Juridice
- Facultatea de Științe Economice
- Facultatea de Științe Medicale și Comportamentale

## Cercetare-Dezvoltare
Misiunea Departamentului de Cercetare - Dezvoltare este de a planifica, proiecta și pune în practică strategii menite a asigura un nivel ridicat de performanță al cercetării științifice în Universitatea „Constantin Brâncuși” din Târgu-Jiu, în context național și internațional, fiind organizat în trei birouri de specialitate: Biroul Programe Naționale, Biroul Programe Internaționale, Biroul Scientometrie. 

## Cooperare academică internațională
Începând cu anul 2008, Universității „Constantin Brâncuși” din Târgu-Jiu i-a fost acordată Carta Universitară Erasmus. Astfel, prin intermediul programului de mobilități Erasmus – din cadrul Programului de învățare pe tot parcursul vieții (LLP), studenții sau masteranzii au putut studia în cadrul altor universități europene, în condiții de recunoaștere reciprocă a competențelor. Din anul universitar 2014-2015, UCB Târgu-Jiu organizează mobilități în cadrul noului program Erasmus+.
Universitatea „Constantin Brâncuși” din Târgu-Jiu a încheiat acorduri bilaterale Erasmus cu importante  universități din țări europene precum: Germania, Franța, Portugalia, Italia, Cehia, Polonia, Grecia, Slovenia, Spania,Turcia.
Tipuri de mobilități Erasmus organizate: mobilități studențești, mobilități de predare ale cadrelor didactice și mobilități de formare a personalului didactic, nedidactic sau didactic auxiliar.